# Folklore (musikalbum)
Folklore är ett musikalbum av den kanadensiska sångerskan Nelly Furtado. Det släpptes den 25 november 2003. Det blev inte så framgångsrikt men låten Powerless (Say What You Want) blev ändå belönad. Albumet sålde ca 2 miljoner världen över.

## Låtförteckning
1. "One-Trick Pony" – 4:47
2. "Powerless (Say What You Want)" – 3:52
3. "Explode" – 3:44
4. "Try" – 4:39
5. "Fresh Off the Boat" – 3:16
6. "Força" – 3:40
7. "The Grass Is Green" – 3:50
8. "Picture Perfect" – 5:16
9. "Saturdays" – 2:04
10. "Build You Up" – 4:58
11. "Island of Wonder" – 3:49
12. "Childhood Dreams" – 6:33